# 1873年のスポーツ
- 年度別スポーツ記事一覧

## 競馬

### イギリス
クラシック
- 2000ギニー - ギャングフォワード
- 1000ギニー - セシリア
- エプソムダービー - ドンカスター
- エプソムオークス - マリーステュワート
- セントレジャーステークス - マリーステュワート

その他主要レース
- アスコットゴールドカップ - クレモーン
- グランドナショナル - ディスターバンス

### アメリカ合衆国
- ベルモントステークス - スプリングボック

### フランス
- パリ大賞典 - ボイアール
- ジョッケクルブ賞 - ボイアール

### オーストラリア
- メルボルンカップ - ドンファン

## ゴルフ

### 世界4大大会（男子）
- 全英オープン優勝者：トム・キッド（イギリス）

## サッカー

### イングランド
- FAカップ決勝

ワンダラーズ 2-0 オックスフォード大学

## ボート
- オックスフォード・ケンブリッジ大学対抗レガッタ優勝：ケンブリッジ大学

## 野球

### アメリカ合衆国
- ナショナル・アソシエーション優勝：ボストン・レッドストッキングス

### 日本
- 開成学校のアメリカ人教師ウィルソン、初めて野球を紹介

## その他のスポーツ
- 横浜アマチュア・アスレチック協会結成

## 誕生
- 1月9日 - ジョン・フラナガン（アメリカ、陸上競技、+1938年）
- 1月12日 - スピリドン・ルイス（ギリシャ、陸上競技、+1940年）
- 4月7日 - ジョン・マグロー（アメリカ、野球、+1934年）
- 9月20日 - ロバート・レン（アメリカ、テニス、+1925年）
- 10月14日 - レイ・ユーリー（アメリカ、陸上競技、+1937年）
- 10月24日 - ジュール・リメ（フランス、サッカー、+1956年）
- 11月5日 - エドウィン・フラック（オーストラリア、陸上競技、+1935年）
- 12月29日 - 小島烏水（日本、登山家、+1948年）

## 死去
- 5月1日 - デービッド・リビングストン（イギリス、探検家、*1813年）